# El Recreo (película)
El Recreo (en persa: زنگ تفریح, conocido internacionalmente como The Recess) es un cortometraje dirigido y escrito por Navid Nikkhah Azad, que trata sobre la muerte de Sahar Jodayarí, conocida como la Chica Azul. Esta película, que es una producción conjunta de Irán y España, se realizó en 2021 bajo la producción conjunta de Navid Nikkhah Azad, Delia Guera Parra y Mohammad Shahverdy.

## Sinopsis
Sahar es una estudiante de 17 años que está decidida a faltar a la escuela secundaria durante el recreo para ir al estadio de fútbol viendo el partido de fútbol entre el Esteghlal F.C. vs. Al-Ain como parte de la Liga de Campeones de la AFC. Lo quiere hacer, pese a la prohibición nacional de que las mujeres no pueden ingresar a los estadios de fútbol en Irán.

## Recepción
El cortometraje El Recreo (The Recess), que es uno de los cortometrajes más exitosos del cine iraní, se ha proyectado en más de 160 festivales internacionales, incluidos festivales aprobados por la Academia de los Oscar, Fiapf y Premios Goya ha sido exhibida y ganado 31 premios. Esta película recibió el premio a la mejor película en la sección "Deportes y Sociedad" del festival francés "Cote d'Azur"  (aprobado por la Federación Internacional de Cine y Televisión Deportiva (FICTS))  al "World FICTS Se presentó la competencia Challenge, que se conoce como la copa mundial de cine, televisión y cultura deportiva.

## Estreno de la película en redes sociales
Navid Nikkhah Azad, el director de la película 'El Recreo', lanzó la película completa en sus canales personales de YouTube e Instagram para ser vista por el público en noviembre de 2023, cuatro años después de su producción, luego de presentar una solicitud de asilo en los Países Bajos.